# Polacanthus
A Polacanthus a hüllők (Reptilia) osztályának dinoszauruszok csoportjába, ezen belül a madármedencéjűek (Ornithischia) rendjébe és az Ankylosauridae családjába tartozó nem.

## Rendszerezés
A nembe tartozó fajok:
- Polacanthus foxii
- Polacanthus rudgwickensis

## Tudnivalók
A Polacanthus 132-100 millió évvel élt ezelőtt, a kora kréta időszakban.
A Polacanthust csak három hiányos csontváznak és több csontlemeznek köszönhetően ismerünk. Ezeket Anglia déli részén találták, az Wight-szigeten. A maradványok egy alacsony, négylábú növényevőre utalnak, amely az alsó növényzetet fogyasztotta.
A Polacanthus hátát, vastag, csontlemezek borították. Az állat oldalát és vállát tüskék védték, ezek csontos kinövések voltak. Az állat az Ankylosauridae családhoz tartozott, amely a madármedencéjűek rendjéhez tartozik, így közeli rokonságban áll az Ankylosaurusszal és a Stegosaurusszal. Ezek az állatok inkább a páncélzatra és a tüskékre hagyatkoztak, és nem a lábuk gyorsaságára, amikor ellenséggel kellett szembeszállni.
A Polacanthus körülbelül 5 méter hosszú és 2 tonna súlyú állat volt.